# Байкі-Юнусово
Байкі́-Юну́сово (рос. Байки-Юнусово, башк. Байҡы-Юныс) — присілок у складі Караідельського району Башкортостану, Росія. Входить до складу Байкібашевської сільської ради.
Населення — 411 осіб (2010; 556 у 2002).
Національний склад:
- татари — 55 %
- башкири — 41 %